# Macrogalidia musschenbroekii
La civetta delle palme di Sulawesi (Macrogalidia musschenbroekii Schlegel, 1877) è l'unica specie del genere Macrogalidia (Schwarz, 1910), endemica dell'Isola di Sulawesi, in Indonesia.

## Descrizione

### Dimensioni
Carnivoro di medie dimensioni, con lunghezza della testa e del corpo tra 650 e 715 mm, la lunghezza della coda tra 445 e 540 mm e un peso fino a 6,1 kg.

### Caratteristiche craniche e dentarie
Ha i denti masticatori molto grandi disposti in linee parallele, diversamente dal genere affine Paradoxurus.
Sono caratterizzati dalla seguente formula dentaria:

### Aspetto
Il corpo è lungo e snello con le zampe relativamente corte. La pelliccia è corta e liscia, una spira di peli diretti in avanti scorre lungo il collo. Il colore delle parti dorsali varia dal castano chiaro al marrone scuro, mentre le parti ventrali variano dal fulvo al biancastro, con il petto solitamente rossastro. Le guance ed una macchia presente sopra ogni occhio sono giallo-brunastre o grigiastre. Lungo la schiena sono presenti 4 serie longitudinali di macchie scure indistinte. Le vibrisse sono bianco-giallastre. La coda è sempre più corta della lunghezza della testa e del corpo e presenta diversi anelli chiari e scuri. Le femmine hanno due paia di mammelle inguinali.

## Biologia

### Comportamento
È una specie solitaria e notturna. Nonostante sia dipendente dalla foresta primaria è stata talvolta osservata in prati e fattorie. È un'abile arrampicatrice, muovendosi da un albero all'altro, anche se probabilmente cerca cibo prevalentemente al suolo.

### Alimentazione
Si nutre principalmente di piccoli mammiferi, uccelli come i Buceri e di frutti, specialmente di varie specie di palme. Talvolta irrompe nelle fattorie uccidendo galline e piccoli maiali.

## Distribuzione e habitat
Questa specie è endemica dell'isola di Sulawesi, in Indonesia.
Vive nelle foreste di pianura e di montagna fino a 2.600 metri di altitudine.

## Conservazione
La IUCN Red List, considerato il declino della popolazione del 30% negli ultimi 15 anni a causa della perdita del proprio habitat, classifica M. musschenbroekii come specie vulnerabile (VU).